# Kaua
Kaua est une ville de l'État du Yucatán, au Mexique, chef-lieu de la municipalité homonyme, située à environ 16 km au sud-ouest de la ville de Valladolid.

## Toponymie
Le toponyme Kaua signifie en langue maya le lieu qui est amer ? utilisé sous une forme interrogative, car il vient des mots ka contraction de kaah, qui signifie amer et yuá, pour ou est ?

## Histoire
Kaua est située sur le territoire de la chefferie maya du Yucatán du peuple Kupul (es)  avant la conquête du Yucatán par les Espagnols.
Aucune donnée précise n'est connue sur la fondation de la ville par les Espagnols. On sait cependant que pendant la période coloniale elle était sous le régime des encomiendas, dont celle de Diego Escalante (1700-1750).
En 1825, après l'indépendance du Yucatán, Kaua faisait partie du Partido del Valladolid.
En 1918, elle devint le chef-lieu de la commune libre homonyme.
Un ancien document rédigé en langue maya a été retrouvé dans la localité. Il fait partie de la série connue sous le nom de Chilam Balam (de Kaua).

## Sites d'intérêt touristique
Il existe plusieurs cenotes, la plupart encore inexplorés. L'un d'eux est le cénote Yaax'Ek, qui signifie en langue maya Étoile verte, situé près de la place principale.
Dans les environs de Kaua se trouvent un ensemble de cryptes et de grottes profondes auxquelles sont attribuées diverses légendes relativement récentes puisqu'elles n'ont ont été découvertes qu'au milieu du XXe siècle. Les vestiges archéologiques qu'elles contiennent n'ont pas encore été bien valorisés.